# Andreas Smed
Andreas Kiel Smed (født 19. marts 1997) er en dansk fodboldspiller, der spiller som kantspiller for den danske 1. divisionsklub Hvidovre IF.

## Karriere

### HIK
Andreas Smed kom til HIK fra Vanløse IF som U17-spiller. Allerede som 16-årig fik Smed debut for HIKs førstehold, hvor han deltog i to i alt kampe. I februar 2015 underskrev 17-årige Smed en aftale indtil juni 2016 med HIK. I maj 2015 meddelte HIK, at Smed var rykket op i førsteholdstruppen.
I slutningen af juli 2015 fik han forlænget sin kontrakt med HIK til juni 2017 og blev samtidig udlejet til FC København, hvor han skulle spille for klubbens U-19 hold.
Smed forlod HIK i slutningen af sæsonen 2019-20.

### FC Helsingør
Den 1. september 2020 skrev Smed under med det danske 1. divisionshold FC Helsingør indtil vinteren.

### BK Frem
I januar 2021 var Smed tilbage i den danske 2. Division, da han skrev under på en kontrakt frem til sæsonafslutningen med Boldklubben Frem.

### Hvidovre IF
I juli 2021 skiftede Smed til 1. divisionsklubben Hvidovre IF, hvor han fik en 1-årig kontrakt.
Den 21. juli 2023 fik Smed debut i Superligaen i en kamp mod FC Midtjylland.

## Eksterne links
- Andreas Smed profil på Soccerway